# حفنة من الفتيات (فلم 2014)
حفنة من الفتيات (بالإنجليزية: Girlhood) (بالفرنسية: Bande de filles) فيلم دراما فرنسي لعام 2014 من تأليف وإخراج سيلين سياما. تركز القصة على حياة مريم (كاريدجا توريه)، الفتاة المراهقة التي تعيش في حي قاس في ضواحي باريس. يناقش الفيلم ويتحدى مفاهيم العرق والجنس والطبقة؛ كان هدف المخرجة سياما هو تصوير قصص المراهقين السود، وهي شخصيات تدعي أنها غير متطورة بشكل عام في الأفلام الفرنسية. عرض الفيلم في قسم «أسبوعين للمخرجين» Directors' Fortnight في مهرجان كان السينمائي 2014، كما تم عرضه في قسم السينما العالمية المعاصرة في مهرجان تورنتو السينمائي الدولي 2014. تلقى الفيلم أربعة ترشيحات في حفل توزيع جوائز سيزار الأربعين، بما في ذلك أفضل مخرج لسيلين سياما والممثلة الواعدة لكاريدجا توري.

## طاقم التمثيل
- كاريدجا توري: في دور مريام (فك)
- آسا سيلا: في دور السيدة صوفي
- ليندسي كارامو: في دور أدياتو
- ماريتو توري: في دور فيلي
- إدريسا دياباتي: في دور إسماعيل
- سيمينا سوماري: في دور بيبا
- سيريل مندي: في دور جبريل
- جبريل جوي: في دور أبو
- بنتا ديوب: في دور أسما
- تيا دياني: في دور بامبي
- تانس نوجيسان: في دور ميني
- رباح نايت أوفلا: في دور قادر
- داميان شابيل: في دور سيدريك
- نينا ميلو: في دور كيدي
- الياس سبياني: في دور عبديل
- هالم الصباغ: في دور فريدة[6]

## أحداث الفيلم
تسأم مريام (كاريدجا توري)، الفتاة الفرنسية السمراء البالغة من العمر 16 عامًا، من حياتها المنزلية المسيئة التي يمارسها شقيقها الأكبر المسؤول عنها، لأن والدتها تعمل دائمًا. تلتقي مريام وتصادق عصابة من الفتيات الذين يختلفون عنها كثيرًا، حيث يرتدون أحدث صيحات الموضة والمكياج، كما يدخلون في معارك مع الفتيات الأخريات. بعد تكوين صداقات جديدة، تبدأ مريم في المشاركة في أعمال العنف والسرقة من أجل التوافق مع عصابتها الجديدة والهروب في النهاية من حياتها المنزلية المسيئة. على الرغم من انهم يسرقون ويقاتلون الآخرين، لكنهم منارة لدعم بعضهم البعض ويتشاركون في رابطة الأخوة. تكافح مريم لتجد نفسها حتى مع وجود أصدقائها الجدد بجانبها، وإلى أين ستتجه حياتها بعلاقاتها ومستقبلها. على الرغم من كفاح العيش في ضواحي باريس، فإن كل واحدة من هؤلاء الفتيات تسعى لتحقيق الأهداف النهائية في الحياة.

## استقبال الفيلم
منح موقع الطماطم الفاسدة الفيلم تقييم مقداره 96% بناء على آراء 79 ناقد سينمائي، وكتب إجماع نقاد الموقع: «قد تم تمثيله بقوة وتمت كتابته بذكاء، الفيلم يقدم منظورًا جديدًا للأرضية السينمائية»، ومنح موقع ميتاكريتيك الفيلم تقييم مقداره 85% بناء على آراء 22 ناقد.
وصفت صحيفة الغارديان الفيلم بأنه «عمل فني سينمائي»، وفي مقالة لصحيفة سان فرانسيسكو كرونيكل، كتب ميك لاسال: «الفيلم قاتم كما يمكن أن تكون الأفلام، لكنه يظهر شيئًا حقيقيًا، ولدى المخرجة سياما أحاسيس عن هذه الفترة من العمر.. الصداقة، الحميمة، النكات، أنواع النزاعات، الذعر والأمل. في كل مرة تصنع فيها سياما فيلمًا، يبدو الأمر كما لو أنها تقول، ليس بقوة، ولكن بوضوح،» هذا شيء يمر به أناس حقيقيون لم تفكر فيه أبدًا«، هذا استخدام أخلاقي للفيلم، وهو أكثر فاعلية في أن تجعل سياما الفيلم مجرد فيلم مسلي».
استقبلت سياما النقد والثناء على قرارها استخدام طاقم من الفتيات السود بالكامل.
أ.و سكوت من صحيفة نيويورك تايمز أثنى على الفيلم للحفاظ على التركيز على المرأة الشابة في مجتمع غائب حيث تكون شرسة ومستقلة ولطيفة وذكية من أجل البقاء على قيد الحياة. ركز سكوت على الصراع بين مريم الواعية التي تتطور نحو فيك الشجاعة وكيف تكافح الصور النمطية لما يتوقع أن تصبح عليه امرأة شابة في موقفها من خلال تحويل تجاربها إلى مستقبل تتحكم فيه.

## الجوائز والترشيحات
- جائزة الفيلم البريطاني المستقل British Independent Film Award: ترشح لجائزة أفضل فيلم مستقل.[14]
- جوائز سيزار César Awards: ترشح لجوائز أفضل إخراج، وأفضل ممثلة واعدة، وأفضل صوت، وأفضل موسيقى معدة للأفلام.[15]
- جائزة لوكس للبرلمان الأوروبي European Parliament Lux Prize: ترشح لأفضل فيلم.[16]
- جوائز لومير Lumières Awards: ترشح لجوائز أفضل إخراج، وأفضل ممثلة واعدة، وأفضل فيلم.[17]

- مهرجان فيلادلفيا السينمائي Philadelphia Film Festival: الفوز بجائزة لجنة التحكيم الخاصة.[18]
- مهرجان سان سيباستيان السينمائي الدولي San Sebastián International Film Festival: الفوز بجائزة نظرة أخرى.[19]
- مهرجان ستوكهولم السينمائي الدولي Stockholm International Film Festival: الفوز بجوائز أفضل فيلم، وأفضل سيناريو.[20]

## وصلات خارجية
- مقالات تستعمل روابط فنية بلا صلة مع ويكي بيانات

- Girlhood (Bande de Filles) at المرصد الأوروبي السمعي البصري  [لغات أخرى]‏